# Netro Life Rádio
Netro Life Rádio je česká rozhlasová stanice spuštěná v roce 2020, která se zaměřuje především[zdroj?] na taneční muziku a zpravodajství v Jihočeském kraji. Vysílá na frekvenci 100,8 FM a také prostřednictvím bezplatného internetového rádia.

## Vysílací program
Program Netro Life Rádia je rozdělen do pěti kategorií, kdy každá má jiný účel a časování.
| Název programu           | Vysílací čas   | Účel |
| ------------------------ | -------------- | --- |
| Netro Radio Fresh & Life | 7:00 až 10:00  | Tento program je určen pro ranní poslech.                                                                   |
| Netro Radio Work & Life  | 10:00 až 15:00 | Tento program je určen pro poslech v práci, obvykle se k obyčejné hudbě taky přidají soutěže a jiné pořady. |
| Netro Radio After Work   | 15:00 až 18:00 | Úsek vysílání, který je určen pro poslech po práci, přidávají do playlistu i hudbu se silnějším tempem.     |
| Netro Radio Studio&Life  | 18:00 až 20:00 | V tento časový úsek se do vysílání přidávají i on-air zpravodajství a jiné pořady.                          |

Mezi každodenní program patří Night Watcher, ten začíná od 20:00 do 7:00 dalšího dne. V tento čas je vysílaný playlist sestavován automaticky robotem.